# 가톨릭 성경
천주교 성경 또는 가톨릭 성경은 천주교에서 경전으로 인정하는 제2경전을 담은 73권으로 이루어진 성경을 말한다.

## 천주교 성경 역본

### 라틴어
- 불가타 성경

### 영어
- 예루살렘 성경
- 새 미국 성경

### 한국어
- 가톨릭 새번역 성경

## 같이 보기
- 성경 정경
- 신앙교리성
- 트리엔트 공의회
- 교황청 성서위원회
- 제2차 바티칸 공의회